# دوري أندورا الممتاز 2008–09
دوري أندورا الممتاز 2008–09 هو الموسم 14 من  دوري أندورا الممتاز. أقيم خلال الفترة 21 سبتمبر 2008 وحتى 7 مايو 2009، والذي يشرف على تنظيمه اتحاد أندورا لكرة القدم، وكان عدد الأندية المشاركة فيه  8، وفاز فيه سانت جوليا.